# سید اسماعیل شیخ‌الاسلام ملایری
سید اسماعیل شیخ‌الاسلام (۱۲۶۰–۱۳۳۰) نماینده ملایر، نهاوند و تویسرکان در دوره‌های چهارم تا ششم و نماینده بیجار و گروس در دوره‌های دهم تا چهاردهم مجلس شورای ملی بود.
پدرش حاج سیدابراهیم شیخ‌الاسلام، مجتهد و روحانی بلندپایه شهر ملایر بود. خودش نیز در ملایر، تهران و قم تحصیلات دینی کرد و با موقعیت خانوادگی که داشت در دوره چهارم (سال ۱۳۰۰) به مجلس شورای ملی راه یافت. در مجلس به اعتبارنامه او اعتراض شد چون در نهاوند که جزو حوزه انتخابیه او بود، به دلیل اینکه عشایر لر به شهر حمله کرده بودند و بیماری در شهر شیوع یافته بود، انتخابات برگزار نشد. در نتیجه بخش زیادی از رأی دهندگان از انتخابات محروم شدند و به عقیده معترضان بایستی تجدید انتخابات می‌شد. اما سرانجام مجلس به اعتبارنامه او رأی داد.
شیخ‌الاسلام در دو دوره بعدی نیز کرسی خود را حفظ کرد. در دوره ششم به سید حسن مدرس نزدیک بود اما از نظر سیاسی او را همراهی نمی‌کرد، هرچند با دستگیری و تبعید مدرس، او هم مغضوب و از نمایندگی مجلس محروم شد. نزدیک به شش سال خانه نشین بود. علی‌اکبر داور او را به عدلیه دعوت کرد اما نپذیرفت و به رسیدگی به املاک خود مشغول بود تا سرانجام از مقامات کشور رفع سوءتفاهم کرد که با مدرس مراوده دوستی زیادی نداشته‌است و بار دیگر به سیاست بازگشت و در دوره دهم از بیجار و گروس به نمایندگی انتخاب شد. در دوره‌های یازده، دوازدهم و سیزدهم همین کرسی را حفظ کرد. پس از شهریور ۱۳۲۰ خود را در مجلس، وصی سید حسن مدرس معرفی و شرح شورانگیزی دربارهٔ قتل او ایراد کرد و خواهان پیگرد قضائی سرپاس مختاری رئیس شهربانی رضاشاه و دیگر دست‌اندرکاران شهربانی شد. بدین ترتیب در دوره چهاردهم نیز به نمایندگی مجلس شورای ملی انتخاب شد.